# 小行星3951
小行星3951（英語：3951 Zichichi）是一颗围绕太阳公转的小行星。1986年2月13日，圣维托雷天文台在博洛尼亚发现了此天体。
这颗小行星的绝对星等为151.9241955322391等。